# Молодіжна збірна Монголії з хокею із шайбою
Молодіжна збірна Монголії з хокею із шайбою — національна молодіжна чоловіча збірна команда Монголії, складена з гравців віком не більше 20 років, яка представляє країну на міжнародних змаганнях з хокею. Функціонування команди забезпечується Федерацією хокею Монголії, яка є членом ІІХФ.

## Історія
Молодіжна збірна Монголії дебютувала на турнірі Кубка виклику Азії в 2019 році, в столиці Малайзії Куала-Лумпур. У першій грі поступились Таїланду 1–14. Дві наступні матчі проти збірних збірній Індонезії та Кувейту, монголи виграли та посіли підсумкове друге місце. Поразка від Таїланду 1–14 є найбільшою в історії збірної Монголії.

## Результати на Азійському Кубку Виклику
- 2019 – 2-е місце